# Episodi di True Lies
La prima e unica stagione della serie televisiva True Lies, composta da tredici episodi, è stata trasmessa in prima visione assoluta negli Stati Uniti d'America su CBS dal 1º marzo al 17 maggio 2023.
In Italia la stagione è stata pubblicata sul servizio di streaming on demand Disney+ dal 26 aprile al 12 luglio 2023.
| nº | Titolo originale        | Titolo italiano              | Prima TV USA   | Prima TV Italia |
| -- | ----------------------- | ---------------------------- | -------------- | --------------- |
| 1  | Pilot                   | Pilota                       | 1º marzo 2023  | 26 aprile 2023  |
| 2  | Public Secrets          | Segreti pubblici             | 8 marzo 2023   | 26 aprile 2023  |
| 3  | Separate Pairs          | Coppie separate              | 15 marzo 2023  | 3 maggio 2023   |
| 4  | Rival Companions        | Compagni rivali              | 22 marzo 2023  | 10 maggio 2023  |
| 5  | Unrelated Parents       | Genitori non imparentati     | 29 marzo 2023  | 17 maggio 2023  |
| 6  | Working Vacation        | Vacanza di lavoro            | 5 aprile 2023  | 24 maggio 2023  |
| 7  | Independent Dependents  | Dipendenti indipendenti      | 12 aprile 2023 | 31 maggio 2023  |
| 8  | Honest Manipulations    | Manipolazioni oneste         | 19 aprile 2023 | 7 giugno 2023   |
| 9  | Bitter Sweethearts      | Amari innamorati             | 26 aprile 2023 | 14 giugno 2023  |
| 10 | Friendly Enemies        | Amici nemici                 | 3 maggio 2023  | 21 giugno 2023  |
| 11 | Unfamiliar Partnerships | Collaborazioni non familiari | 10 maggio 2023 | 28 giugno 2023  |
| 12 | Lying Truths            | Verità che mentono           | 17 maggio 2023 | 5 luglio 2023   |
| 13 | Waking Dream            | Sogni a occhi aperti         | 17 maggio 2023 | 12 luglio 2023  |

## Pilota
- Titolo originale: Pilot
- Diretto da: Anthony Hemingway
- Scritto da: Matt Nix

## Segreti pubblici
- Titolo originale: Public Secrets
- Diretto da: Robert McNeill
- Scritto da: Matt Nix

## Coppie separate
- Titolo originale: Separate Pairs
- Diretto da: Anna Mastro
- Scritto da: Matt Nix

## Compagni rivali
- Titolo originale: Rival Companions
- Diretto da: Scott Peters
- Scritto da: Kathryn Price e Nichole Millard

## Genitori non imparentati
- Titolo originale: Unrelated Parents
- Diretto da: David Barrett
- Scritto da: John Swetnam

## Vacanza di lavoro
- Titolo originale: Working Vacation
- Diretto da: Ryan Zaragoza
- Scritto da: Jim Garvey

## Dipendenti indipendenti
- Titolo originale: Independent Dependents
- Diretto da: Jay Karas
- Scritto da: Minoti Vaishnav e Kris Crenwelge

## Manipolazioni oneste
- Titolo originale: Honest Manipulations
- Diretto da: Mary Lou Belli
- Scritto da: Kathryn Price e Nichole Millard

## Amari innamorati
- Titolo originale: Bitter Sweethearts
- Diretto da: Aprill Winney
- Scritto da: Justice Hardy e Yancey Wang

## Amici nemici
- Titolo originale: Friendly Enemies
- Diretto da: Gina Lamar
- Scritto da: Valentina L. Garza

## Collaborazioni non familiari
- Titolo originale: Unfamiliar Partnerships
- Diretto da: Geoff Shotz
- Scritto da: John Swetnam

## Verità che mentono
- Titolo originale: Lying Truths
- Diretto da: Mary Lou Belli
- Scritto da: Valentina L. Garza

## Sogni a occhi aperti
- Titolo originale: Waking Dream
- Diretto da: Matt Nix
- Scritto da: Matt Nix